# لی وو جونگ
لی وو جونگ (Lee Wu-jong) (کره‌ای: 이우정; هانجا: 李愚貞; لاتین‌نویسی اصلاح‌شده: Yi Wujeong ; ۱ اوت ۱۹۲۳ – ۳۰ مه ۲۰۰۲) یک سیاستمدار و فمینیست کره جنوبی، فعال حقوق کارگر و نماینده چهاردهمین مجلس شورای ملی بود. لی وو جونگ نوه Lee Hae-jo، نویسنده مشهور بود.